# Говеница
Говеница (пол. Gowienica) — река в северо-западной Польше, в Западно-Поморском воеводстве, правый приток Одры, впадает в Щецинский залив.
Длина 47,9 км, площадь водосборного бассейна — 314 км².
Река начинается в торфяниках неподалёку от деревень Бурово, Мосты и Погжиме примерно в 10 км к юго-востоку от города Голенюв.
От истока река течёт на север, у деревни Ложница поворачивает на запад и юго-запад, в этом направлении течёт вплоть до устья.
Городов на реке нет, Говеница протекает несколько деревень, крупнейшие из которых Бодзенцин, Ложница, Будзешевице, Дзисна, Бабигощ, Видзеньско и Степнице. Бассейн реки интенсивно используется в сельскохозяйственных целях. Крупнейший приток — Степница (правый)
Впадает в Щецинский залив на Одре в деревне Степнице.